# Goriano Sicoli
Goriano Sicoli è un comune italiano di 514 abitanti della provincia dell'Aquila in Abruzzo. Situato nella parte sud della Valle Subequana a 720 metri sul livello del mare, fa parte della Comunità montana Sirentina.

## Geografia fisica

### Territorio

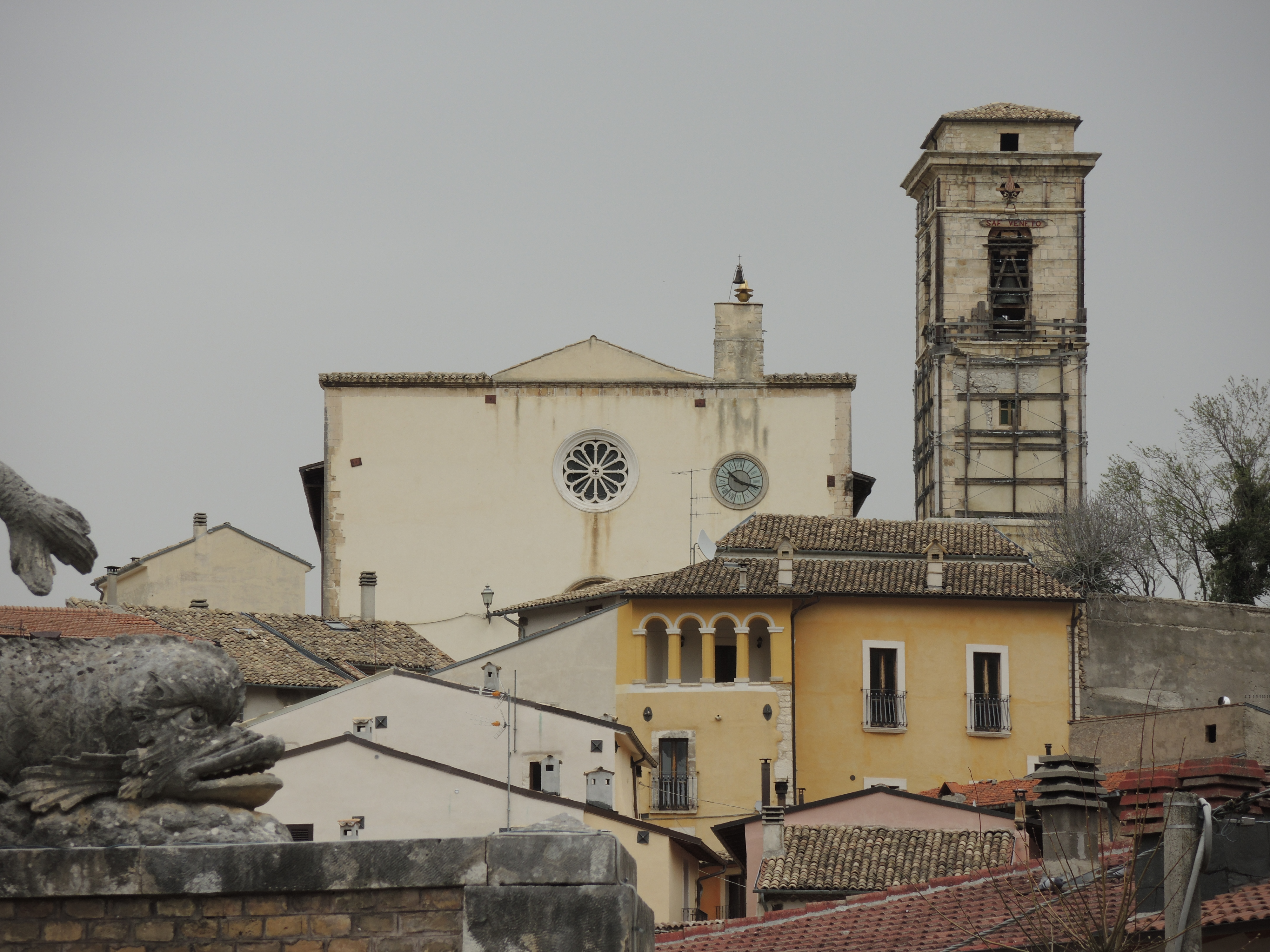
Il paese dominato dalla Chiesa di Santa Maria Nova

Il borgo presenta un tipico aspetto medioevale, dominato dalla torre campanaria che sorge insieme alla chiesa parrocchiale su quello che un tempo era l'antico castello feudo di Rinaldo conte di Celano. Molte delle costruzioni sono tutt'oggi agglomerate sul declivio del colle ove sorgeva il castello: le origini medioevali del paese sono testimoniate dalle architetture esterne e dalle massicce mura che circondano la chiesa e dalle quali spuntano ancora alcune feritoie e saiettiere. Nei dintorni è presente un ampio bosco pubblico di 50 000 metri quadrati circa, il bosco de "I Cerri".

### Clima
Goriano Sicoli è un paese tendenzialmente freddo, anche se le temperature estive risultano spesso abbastanza elevate superando i 30°.
Gli inverni, infatti, sono piuttosto rigidi arrivando nei momenti peggiori anche a -12° (dicembre - febbraio). Il paese, pur vicinissimo alla Valle Peligna con un dislivello di circa 400 metri, è da questa separato dalle montagne di Ventola/Monte Urano da sud a nord dove passa l'isobara del clima mediterraneo. Infatti, nella valle di Raiano si coltiva l'ulivo che non attecchisce a Goriano e nella sottostante valle Subequana (paesi: Castel di Ieri, Castelvecchio Subequo, Gagliano Aterno, Secinaro) e, verso nord, nella Valle dell'Aterno (paesi: Molina Aterno, Acciano, Succiano, Fontecchio,...fino a L'Aquila). Il riferimento climatico è, quindi, "Temperato fresco " influenzato da queste zone e dal massiccio del Sirente che si erge proprio di fronte a Goriano Sicoli.
Gli inverni freddi sono tipici delle zone montuose, in cui Goriano rientra pienamente. Paradossalmente le piogge non sono frequenti, e i sistemi nuvolosi spesso sembrano arrestarsi nella sottostante valle Subequana o intorno al Sirente. Il paese infatti è posto al centro di un ferro di cavallo montuoso, un po' più in alto rispetto alla valle Subequana, che può bloccare le correnti temporalesche. Nel tempo però non sono mancati Temporali disastrosi, quali quello del 1888 sul monte Ventola e quello del 1948 su Goriano stesso e sul monte della vicinissima Selva verso il passo di Forca Caruso.
A riprova della relativa siccità che avrebbe caratterizzato il paese sin dall'antichità, esistono mappe territoriali del XVII secolo conservate negli archivi della città di L'Aquila in cui Goriano Sicoli risulta denominato "Gordianum Siccum". Le nevicate non sono rare, anche se negli ultimi anni sono diminuite soprattutto nell'intensità. Le estati, sebbene calde, risultano secche e piacevoli grazie alla relativa altitudine di cui gode il paese (720 m).

## Origini del nome
Sull'origine del nome Goriano ci sono diverse ipotesi. La più accreditata, che accomuna Goriano Sicoli alla vicina Goriano Valli, è quella relativa al toponimo prediale gordianus (fundus gordianus), dal nome latino Gordiu a capo del possedimento terriero. 
Secondo altre fonti, "Goriano" viene dal termine latino Cordianus ("relativo al cuore", da cordius, "cuore"), mentre "Sicoli" viene dal nome longobardo Sikilo.

## Storia

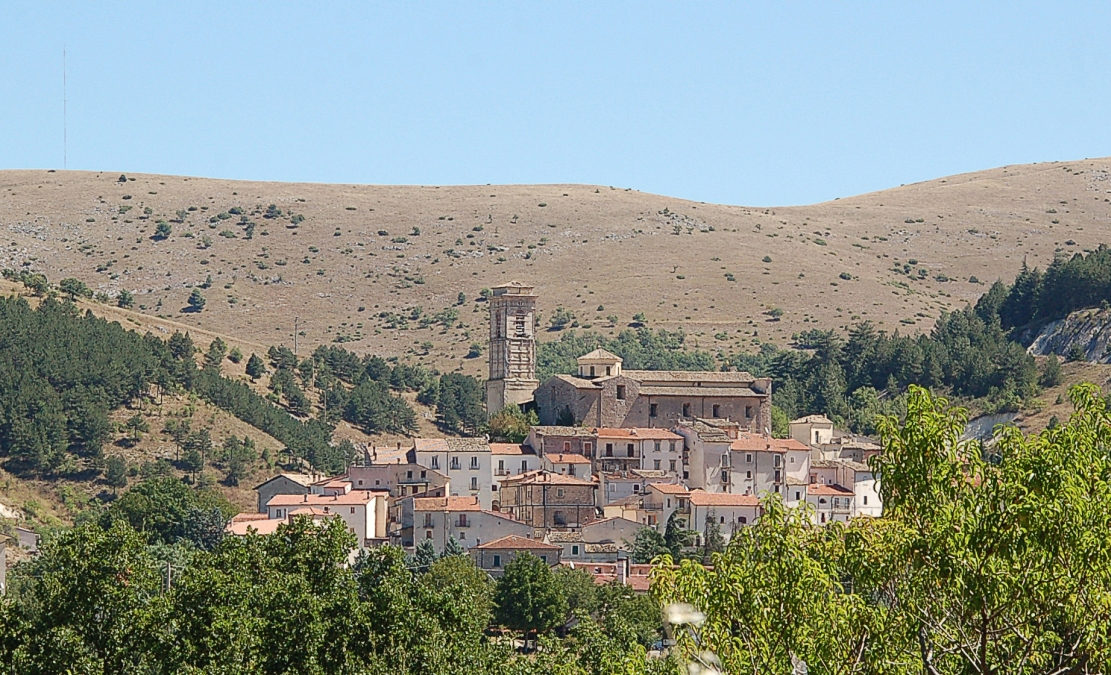
La parte antica del Paese

Goriano è posto sull'antica Via della Transumanza (Tratturo) che sin da tempi remoti, anche preistorici, conduceva greggi di pecore verso i più ricchi pascoli della Puglia.
La provenienza da Goriano Sicoli è registrata per alcuni reperti di bronzo, tra cui fibule (spille di sicurezza) ad arco serpeggiante, della fine dell'età del bronzo pervenuti al Museo Pigorini di Roma da collezioni private.
Nei territori circostanti sono stati trovati i segni delle civiltà che hanno popolato la zona, come un santuario italico preromano dedicato a (Giove Curino) IOVI QUIRINUS, posto sul valico del Monte Ventola -località "Cese Piane" dove fu rinvenuto Un bollo dal DE NINO nel 1885 - tra Goriano Sicoli ed il vicino paese di Castel di Ieri (6 km); nelle campagne adibite fino a non molti anni fa a vigneti e frutteti, nella zona considerata più fertile tra il Colle Berardo e la località Statule, sono presenti i segni di strutture romane probabilmente destinate alla sosta dei viaggiatori e delle bestie da traino lungo la non lontana strada consolare Tiburtina.
Infatti, sono state ivi rinvenute monete romane che dimostrano la presenza di scambi commerciali. Dove si colloca Statulae? Flebonio scrive: "sed, statulae potius fuit castellum diructum in vertice collis ad ipsum divertiginum viae Corfinium et Sulmo". Statulae è collocato a VII miglia antiche da Corfinium (km. 10,750), lungo un oblungo altopiano a ovest dopo l'uscita dal paese, incuneandosi per la stessa via diretta sl passo di Forca Caruso. Di certo i Sulmontini seguivano questa via, ma I corfiniensi non passavano per Statulae costruita dopo l'avvento del cristianesimo Il nome Goriano deriva da "Gordiano" antico signore del paese e da sicoli da "siccum" perché arido e secco.
Il Medioevo ha sicuramente contribuito allo sviluppo del paese. Infatti, tale periodo è caratterizzato dallo sviluppo delle zone interne tipico di un'età cosiddetta "oscura", durante la quale si costruivano nuclei abitati impervi e fitti per difendersi meglio e per esorcizzare le paure dell'epoca.

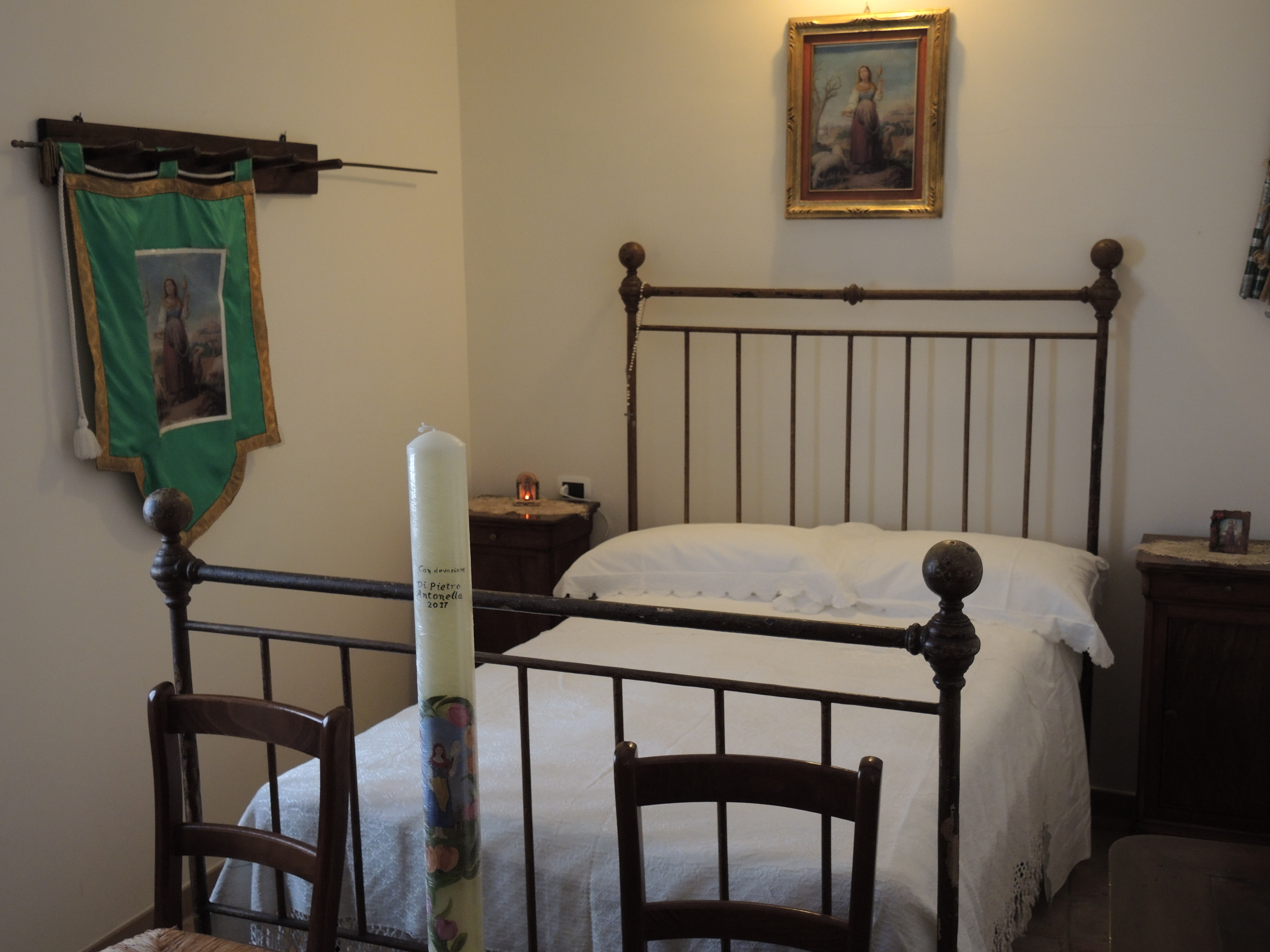
Casa di Santa Gemma

I secoli seguenti sono stati caratterizzati da diverse influenze e dominazioni, da quella della contea di Celano e della famiglia nobiliare dei Piccolomini (durante la quale nasce e si svolge la storia di santa Gemma, protettrice del paese e festeggiata nei giorni 11, 12, e 13 maggio di ogni anno) fino all'ultimo lungo periodo di appartenenza al Regno delle Due Sicilie con capitale Napoli. Si sviluppa anche un relativo brigantaggio, sulla scia del fenomeno tipico di quei tempi nelle regioni più meridionali, soprattutto su quel pezzo di Tiburtina che collega la valle Subequana alla piana del Fucino, precisamente nei pressi del passo denominato Forca Caruso, spartiacque tra l'altro del versante tirrenico ed adriatico della penisola italiana.
Il XIX secolo e l'inizio del XX sono stati segnati dall'immenso fenomeno dell'emigrazione, durato fino a tutti gli anni '50 e '60 del Novecento, soprattutto verso Stati Uniti, ma anche in Argentina, Brasile, Canada e Nord Europa (Francia, Svizzera, Belgio e Germania). Già la prima emigrazione verso le Americhe fu particolarmente intensa, tanto che numerose famiglie hanno lontani parenti che a partire dalla fine dell'Ottocento erano stati a New York e su tutta la costa occidentale o addirittura in California. Gli imbarchi erano effettuati nei porti di Napoli o di Genova e molti non fecero più ritorno. Altri, invece, preferirono lavorare oltre oceano per anni, ma tornare poi a Goriano e costruire la propria casa e comprare le terre. Riuscire ad essere proprietari di questi beni immobili equivaleva a non essere più poveri, sebbene l'economia fosse prevalentemente agricola e pastorale quindi non si pretendeva un elevato livello di benessere.
Anche le due guerre mondiali hanno lasciato delle profonde cicatrici in molte famiglie e quindi nell'intera comunità. La Seconda Guerra Mondiale, oltre la presenza delle truppe Naziste nel paese ed i bombardamenti in zone adiacenti, ha lasciato la triste storia dei mutilati e dispersi durante la ritirata dalla campagna di Russia, come il giovane Landino Ferrini, anni 22.
Goriano è stato anche luogo di passaggio di antichi artisti come E. Lear e Maurits Cornelis Escher, il quale creò nel 1929 la sua prima litografia proprio su Goriano e la intitolò "Veduta di Goriano Sicoli".
Il dopoguerra ha visto, oltre all'emigrazione verso USA, Canada e Nord Europa, anche un relativo spostamento di famiglie e individui verso le regioni settentrionali d'Italia, soprattutto Piemonte.
Goriano Sicoli è ben collegato con l'Autostrada A25. La città più vicina è Pescara, a circa 70 km di distanza, raggiungibile anche in treno. Anche Roma è comunque non distante, raggiungibile in poco meno di due ore. L'Aquila, invece, pur essendo il relativo capoluogo di Provincia oltre che di Regione, risulta meno fruibile a causa della non velocità del collegamento sia stradale sia ferroviario. Pur mantenendo maggiori rapporti con la Valle Peligna e la Val Pescara perché più vicine, Goriano rimane geograficamente e storicamente un paese della zona Sirente-Monte Velino, denominazione del relativo Parco naturale regionale Sirente-Velino istituito nel 1989: è l'area in cui si incrociano Marsica, Valle Subequana, Valle Peligna e Gole del Sagittario.

### Simboli
Lo stemma e il gonfalone in uso sono stati concessi con D.P.R. del 20 ottobre 1998 emesso dal Presidente della Repubblica Italiana Oscar Luigi Scalfaro.
Stemma
Gonfalone
Il Comune fa anche uso di una bandiera che consiste in un drappo di bianco con al centro lo stemma civico.

## Monumenti e luoghi d'interesse

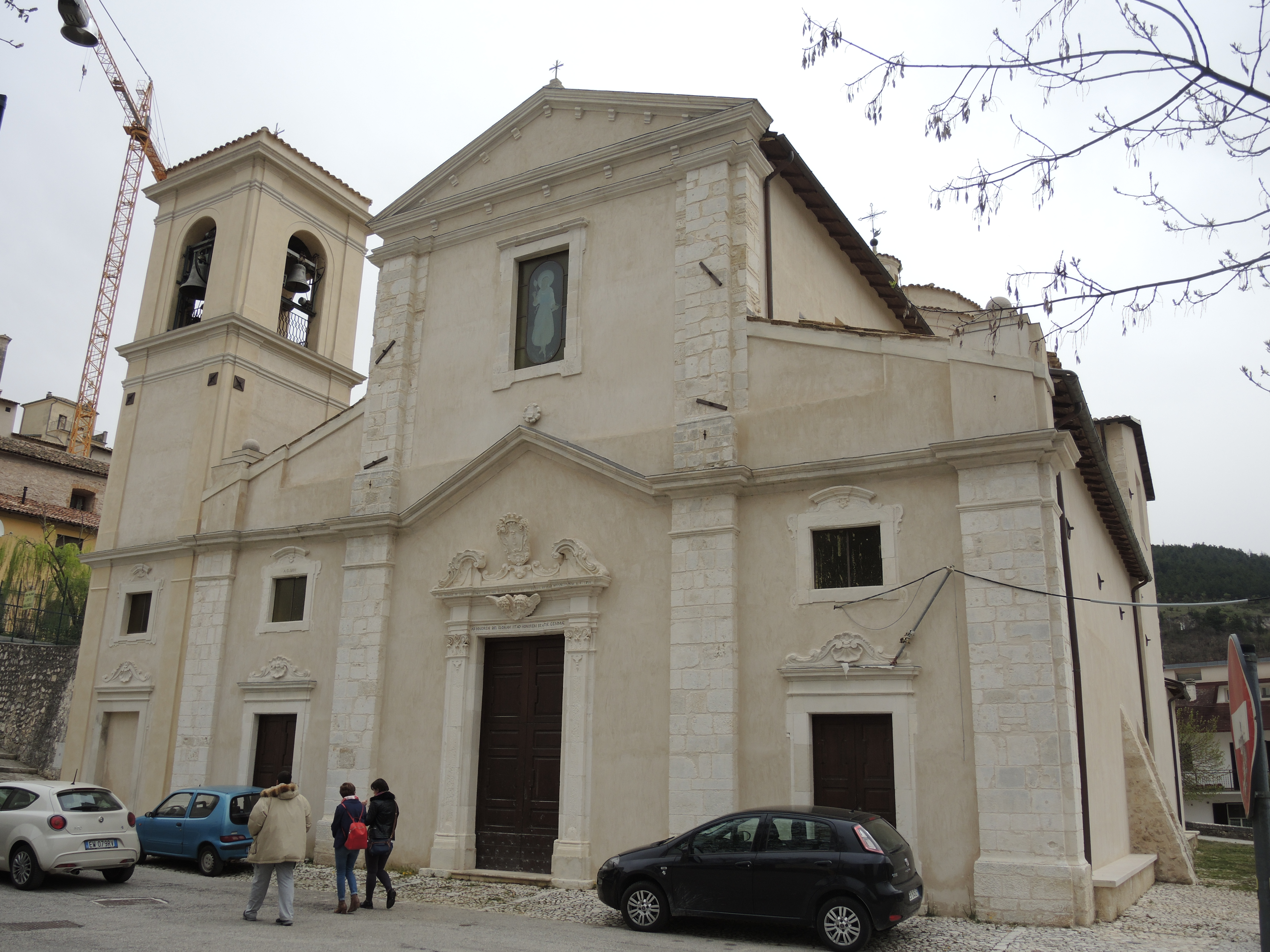
Chiesa di Santa Gemma

### Architetture religiose
Chiesa santuario di Santa Gemma
Fu costruita nei pressi della cella monacale della santa nel 1613, sulle rovine di una chiesa preesistente, dedicata a San Giovanni Battista. La facciata fu rimaneggiata nel XVIII secolo, suddivisa in tre sezioni verticali da robuste lesene in pietra, cui si aggiunge a sinistra il volume del campanile; il portale è arricchito da una cimasa con volute a fregi; ai lati si aprono due portali laterali, di dimensioni minori. All'interno della chiesa presso l'abside si trova un ciclo di affreschi che rappresentano le scene di vita della santa, e uno ritraente Sant'Antonio, tutto opera di Teofilo Patini.
Chiesa parrocchiale di Santa Maria Nova
Fu costruita sui resti del vecchio castello in cima al paese, appartenuto ai Conti dei Marsi di Celano (XIV secolo), e fu più volte restaurata. La facciata è a coronamento orizzontale, presenta un portale rinascimentale del 1553 ed un rosone semplice nelle modanature della mostra, composto da 12 colonnine con le basi che poggiano su un anello centrale quadrilobato. Sui capitelli si impostano 12 archetti a pieno sesto. Sul portale è presente un altorilievo, che raffigura il Padreterno; più in alto il quadrante dell'orologio a pesi, sullo sperone una specie di rostro a testa leonina proveniente dal castello. La facciata è affiancata da un campanile a torre, ricavato dall'antico castello, puntellato dopo il terremoto del 2009. L'impianto della chiesa è a croce latina, con tre navate: nella navata destra si trova un Crocifisso ligneo policromo d'arte abruzzese del XV secolo, i medaglioni terminali dei bracci della croce raffigurano l'Ente Supremo, l'Addolorata, San Giovanni Evangelista e in basso un'icona di San Gioacchino. Altre opere sono delle acquasantiere cinquecentesche e un reliquiario argenteo del XIV secolo.

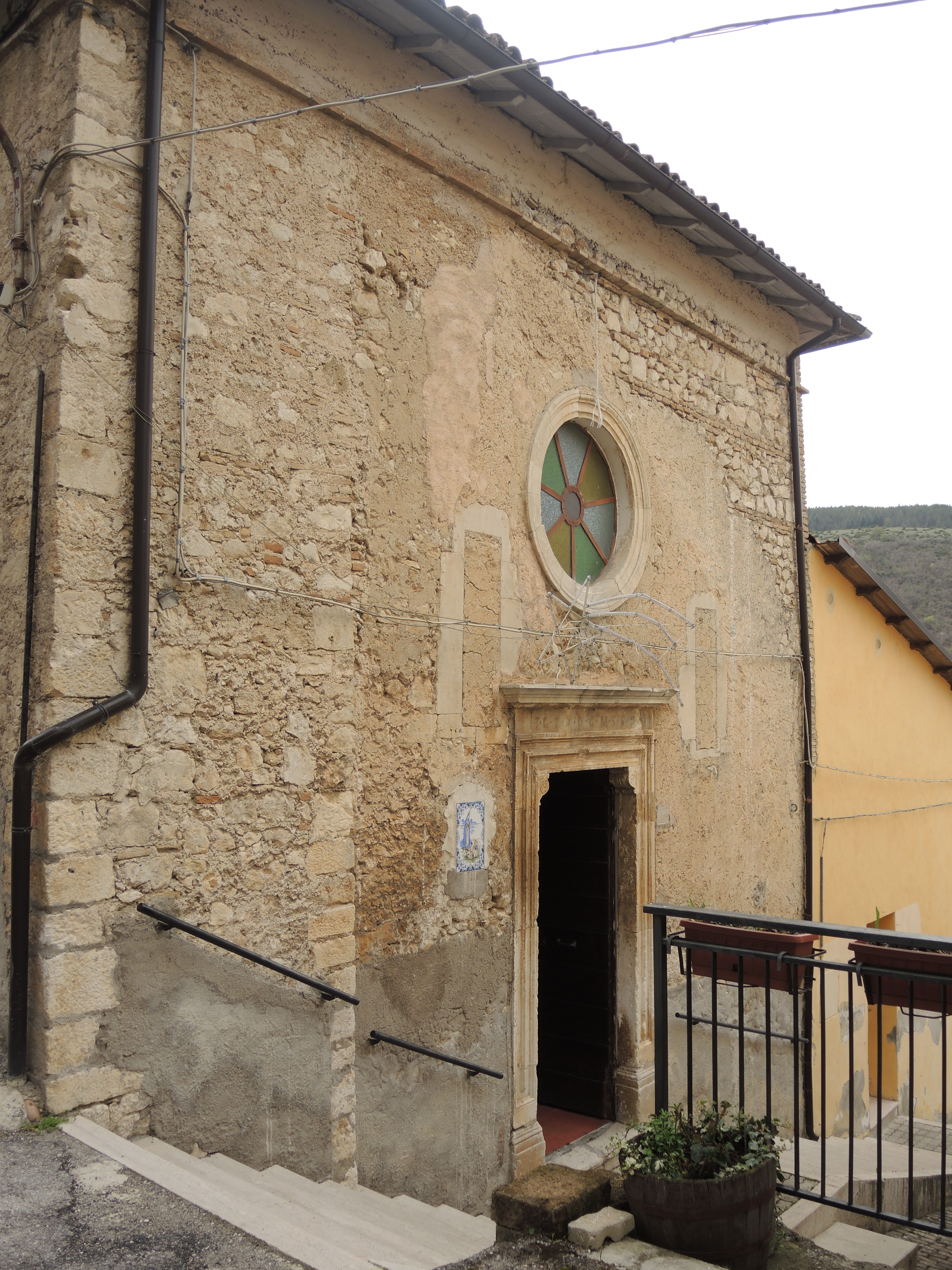
Chiesa di San Francesco
Fu edificata nel XIII secolo, inizialmente dedicata a San Donato. L'edificio è il risultato di numerosi interventi nel corso dei secoli: nel 1304 fu ampliato in occasione dell'annessione al convento delle Clarisse. Più tardi nell'interno furono scoperti antichi dipinti celati da uno strato di calce, uno dei quali risalenti al XV secolo; il prospetto principale della chiesa è a coronamento orizzontale romanico, con un portale a cornice rinascimentale, e un oculo in alto privo di traforo, rifinito in pietra modanata. L'interno è a navata unica con copertura del soffitto a capriate lignee, e di interesse vi si trovano la statua di San Donato, con le altre lignee di Santa Chiara e Sant'Antonio di Padova del XIV secolo. Dietro l'altare c'è un affresco ritraente la Deposizione del XV secolo, ed altri affreschi nelle lunette del Cristo risorto tra San Donato e San Sebastiano (XVI secolo ca.)
Casa di Santa Gemma
Casa abitata dalla beata, è il centro delle manifestazioni dedicate a Santa Gemma l'11 e 12 maggio.

### Architetture civili
Bastioni di Forca Caruso
Si tratta di un valico di montagna verso la Marsica e la Valle Peligna, dove si trovano resti di fortificazioni italiche, fatte erigere dalle popolazioni di Marruvium e Corfinium.

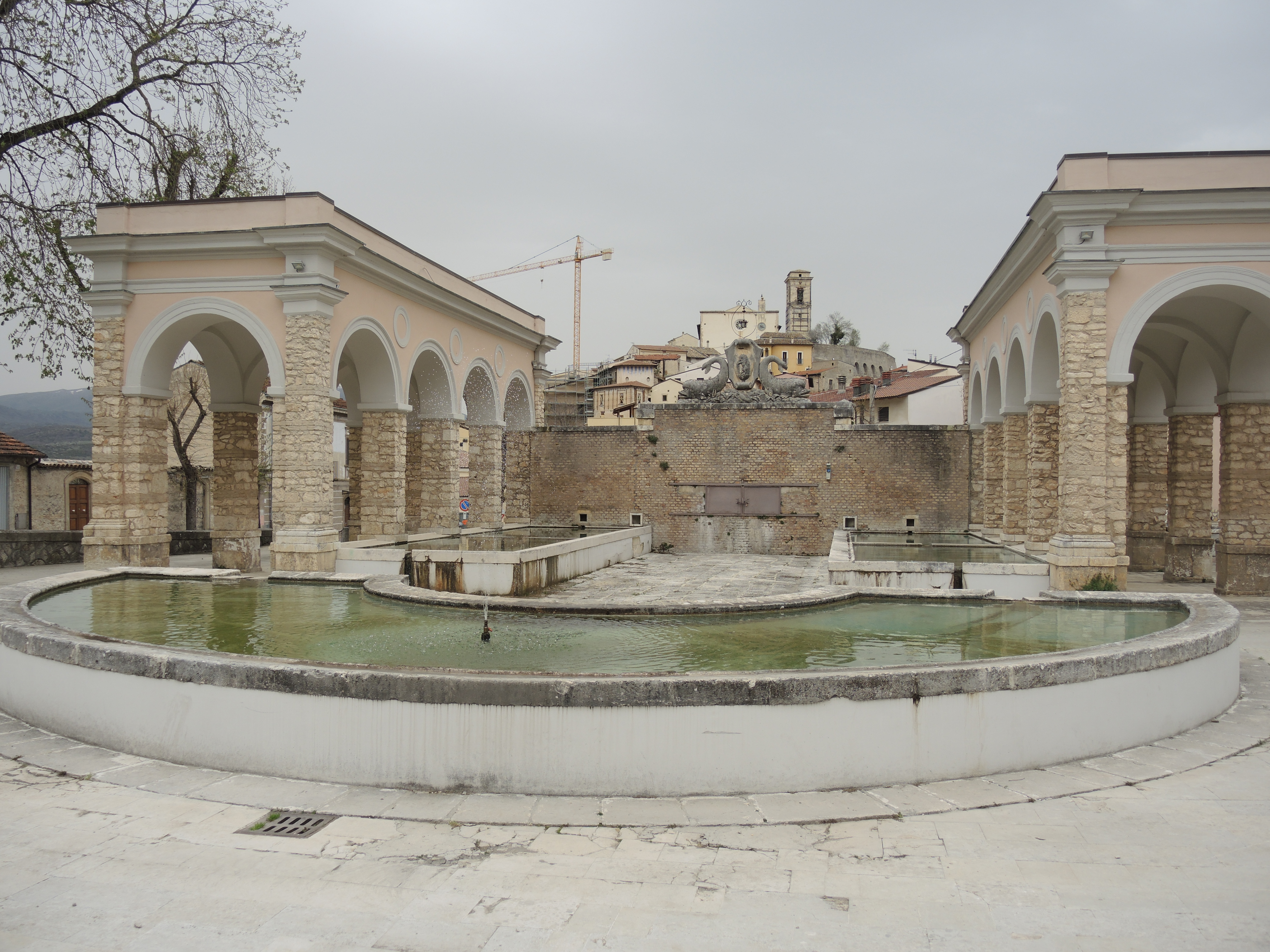
Fontana monumentale
Venne edificata durante il regno di Umberto I, sotto l'amministrazione comunale di Giovanni Paolucci. Inaugurata il 28 ottobre 1888 come testimoniato dalle epigrafi nel prospetto, la fonte è ornata da due delfini poggianti su alghe marine che sorreggono uno scudo medievale ai lati, del quale è situato lo stemma gentilizio di casa Paolucci, e lo stemma civico. Nel prospetto sono collocate inoltre delle mensole dalle quali si attinge l'acqua che sgorga dalle bocche di quattro mascheroni leonini in ghisa. La fontana presenta un impianto simmetrico a C, articolata da due grandi portici laterali in pietra bianca lavorata a scalpello, ognuno composto da una fila di quattro campate con archi a tutto sesto, affiancate da due vasche rettangolari usate come lavatoi.
Porta di Murro
Le prime notizie del castello di Goriano si hanno nell'XI secolo. A quest'epoca la fortificazione si trovava in cima al colle del paese, e si raggiungeva da diverse porte urbiche: Porta Bagliucci, Baracca e Murro, fornite di saracinesche e saettiere. La Porta di Murro è l'unica rimasta, del XV secolo, il suo arco ogivale doveva essere anticamente a tutto sesto, come gli altri. Conserva una targa di marmo mutila, sorretta da due figure femminili, e riproduce la sagoma di un leone in gualdrappa, di incerta attribuzione araldica.

## Società

### Evoluzione demografica
Abitanti censiti

## Geografia antropica

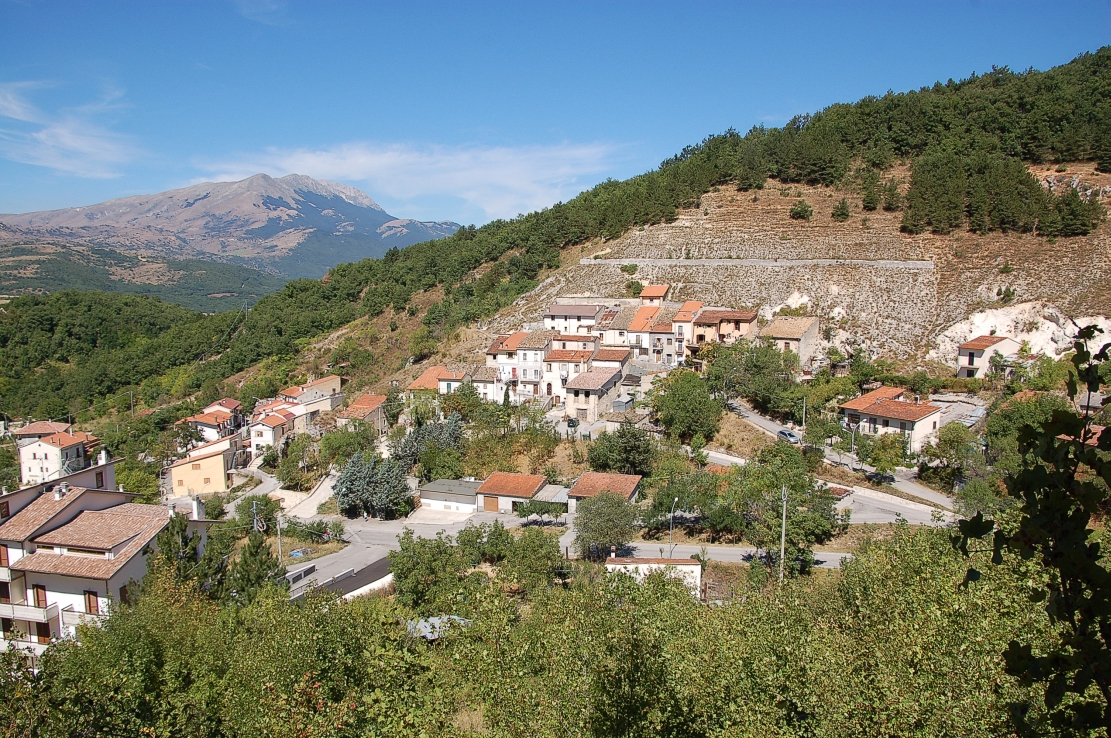
Il quartiere della Chiusa

Goriano Sicoli è suddiviso in 12 quartieri qui sotto elencati:
- Capallero
- Casetta
- Centro Storico
- Chiesola
- Chiusa
- Crocicchia
- Madonnella
- Portone
- Statulae
- Torrione
- Vallorsa
- Villa

## Infrastrutture e trasporti

### Ferrovie

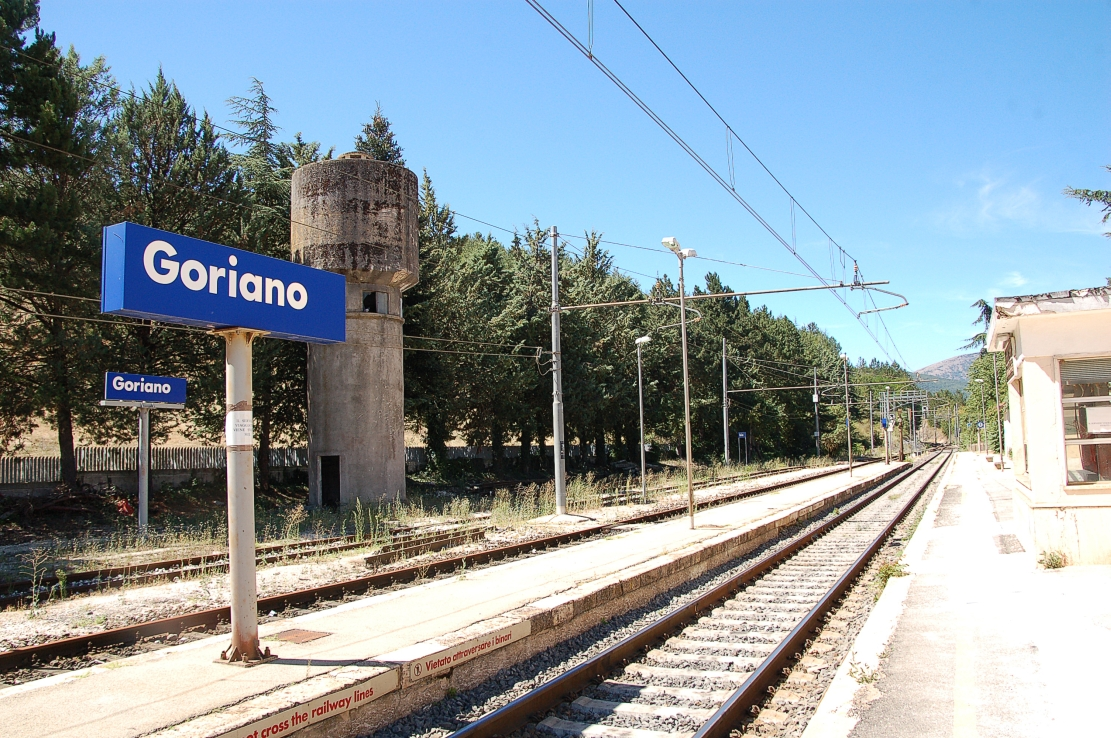
Ferrovia di Goriano Sicoli

La stazione di Goriano Sicoli è lungo la ferrovia Roma-Sulmona-Pescara e vi si fermano circa 18 treni al giorno.
Il tratto della ferrovia Roma-Pescara (promosso da Giovanni Paolucci con l'intento di porre il paese in contatto con il versante tirrenico e adriatico) è interamente elettrificata ed invece di sorgere a valle si trova a monte (756 s.l.m.). La sua costruzione è stata per l'epoca - fine Ottocento - un'opera ingegneristica imponente, con gallerie (notevoli, come quella che da località Orfecchio arriva a Cocullo) e ponti ad archi molto alti in pietra, alcuni dei quali sovrastano Goriano Sicoli. Ha un tracciato particolarmente irregolare, sinuoso e pendente, adatto a collegare zone interne, in particolare il tratto che attraversa Goriano Sicoli. Complessivamente è una linea lenta ed un po' superata, soprattutto nei tratti montuosi. La ferrovia è stata riconosciuta, in alcuni tratti, monumento di rilevanza nazionale, sia dal punto di vista architettonico sia da quello storico, avendo subito i bombardamenti della Seconda guerra mondiale.
La stazione è attiva e costituisce l'unica fermata dei treni a lunga percorrenza tra le stazioni di Sulmona e Celano. La realizzazione di quest'opera alla fine del XIX secolo provocò, inoltre, dei cambiamenti urbanistici importanti: venne costruita la strada che collega la fontana monumentale (eretta nello stesso periodo storico) con il piazzale della stazione situato ad una maggiore altitudine rispetto al paese; sorsero quindi nuovi edifici lungo questa nuova arteria (intitolata a Don Giovanni Paolucci, sindaco e nobile del luogo, promotore del passaggio della ferrovia e della costruzione della fontana monumentale), adibiti soprattutto a stalle e di rado a private abitazioni.
Come in tanti altri paesi dell'area pastorale abruzzese, caratterizzata da montagne alte e poco boscose, le stalle spesso costituiscono pregevoli opere architettoniche realizzate con tecniche oggi difficili da porre in essere, o comunque poco convenienti (es. le volte a crociera). Spesso il materiale da costruzione necessario (pietre, travi, ecc.) veniva concesso dallo stesso cantiere della ferrovia, fornito anche del raro e prezioso ferro.

## Sport
La squadra di calcio a 5 locale, l'ASD Goriano Sicoli, gioca nel campionato di Serie C2 abruzzese.
La squadra di calcio a 11, il Goriano Sicoli, gioca invece nel campionato di Promozione abruzzese